# Иня-Восточная
Иня-Восточная — станция (населённый пункт) в Новосибирском районе Новосибирской области России. Входит в состав Станционного сельсовета.

## География
Площадь станции — 50 гектаров.

## Население
| 2002 | 2007 | 2010 |
| ---- | ---- | ---- |
| 673  | ↗795 | ↘788 |

## Инфраструктура
На станции по данным на 2007 год отсутствует социальная инфраструктура.